# أبو مينا
منطقة أبو مينا الأثرية تقع عند الحافة الشمالية للصحراء الغربية التي يطلق عليها بدو المنطقة اسم (أبو مينا) والتي كانت فيما مضي قرية صغيرة حيث كان مدفن القديس مينا، وكانت المنطقة حتي العصور الوسطي المبكرة أهم مركز مسيحي للحج في مصر والمنطقة في حي ثان العامرية بمدينة الإسكندرية، إلى الجنوب من مدينة برج العرب الجديدة، حيث يوجد مدق صحراوي واضح المعالم يمتد لمسافة 12 كيلو مترا في اتجاه الجنوب حتي يصل الي منطقة الاثار. وقد اكتشف هذا المكان في عام 1905 علي يد عالم الاثار الألماني (كوفمان) حيث تمكن في صيف عام 1907 من الكشف عن أجزاء كبيرة منه. سجلت الحكومة المصرية منطقة أبو مينا كموقع أثري طبقًا للقرار رقم 698 لعام 1956. وفي عام 1979 قررت منظمة اليونسكو إدراج الموقع ضمن قائمة التراث العالمي. وبذلك أصبح واحدًا من أهم الأماكن التاريخية بمصر.
تضم مجموعة من الآثار القبطية والكنائس والأديرة، في الفترة ما بين 312 - 315 م تم نقل رفات الشهيد «مارمينا» للدير، وتم بناء أول كنيسة في منطقة مريوط ما بين عامي 320- 325م، وترجع إلى الإمبراطور قسطنطين جدير بالذكر أن المنطقة تعرضت للاندثار في القرن الـ13 بسبب غارات الأتراك والفرس على المنطقة، وفي القرن الـ14 تم نقل رفات القديس مارمينا إلى كنيسة مارمينا في منطقة مصر القديمة.

## التهديد
أصبحت منطقة أبو مينا الأثرية منطقة مهددة بالخطر منذ عام 2001 بسبب ارتفاع منسوب المياة الجوفية والأملاح في المنطقة وقامت الحكومة المصرية بعدة مشاريع محاولة لحماية المنطقة والحفاظ عليها حيث وضعت خطة لمعالجة مشكلة المياه الجوفية تتضمن سلسلة من التحسينات على نظام الصّرف الصّحي حول الموقع الذي تبلغ مساحته 1000 فدان، منها مساحة 217 فدانا تحيط بمنطقة الآثار الرئيسية، وترميم أنابيب وآبار ومضخات تحويل المياه من الموقع، وتغيير أنظمة الرّي التي يستخدمها المزارعون في محيط الموقع إلى نظام التنقيط للحد من المياه التي تتسرب تحت الأرض في المنطقة، حيث تحتوي هذه الأرض على 16 قرية تمثل محاصيلها الرئيسية الصيفية الذرة والطماطم، في حين أنها تزرع القمح والشعير والبنجر في الشتاء هذا وقد أنهت وزارة السياحة والآثار نسبة 80% من مشروع إحلال وتجديد ورفع كفاءة منظومة خفض منسوب المياه الجوفية بمنطقة أبو مينا الأثرية غربي الإسكندرية.

## معرض الصور

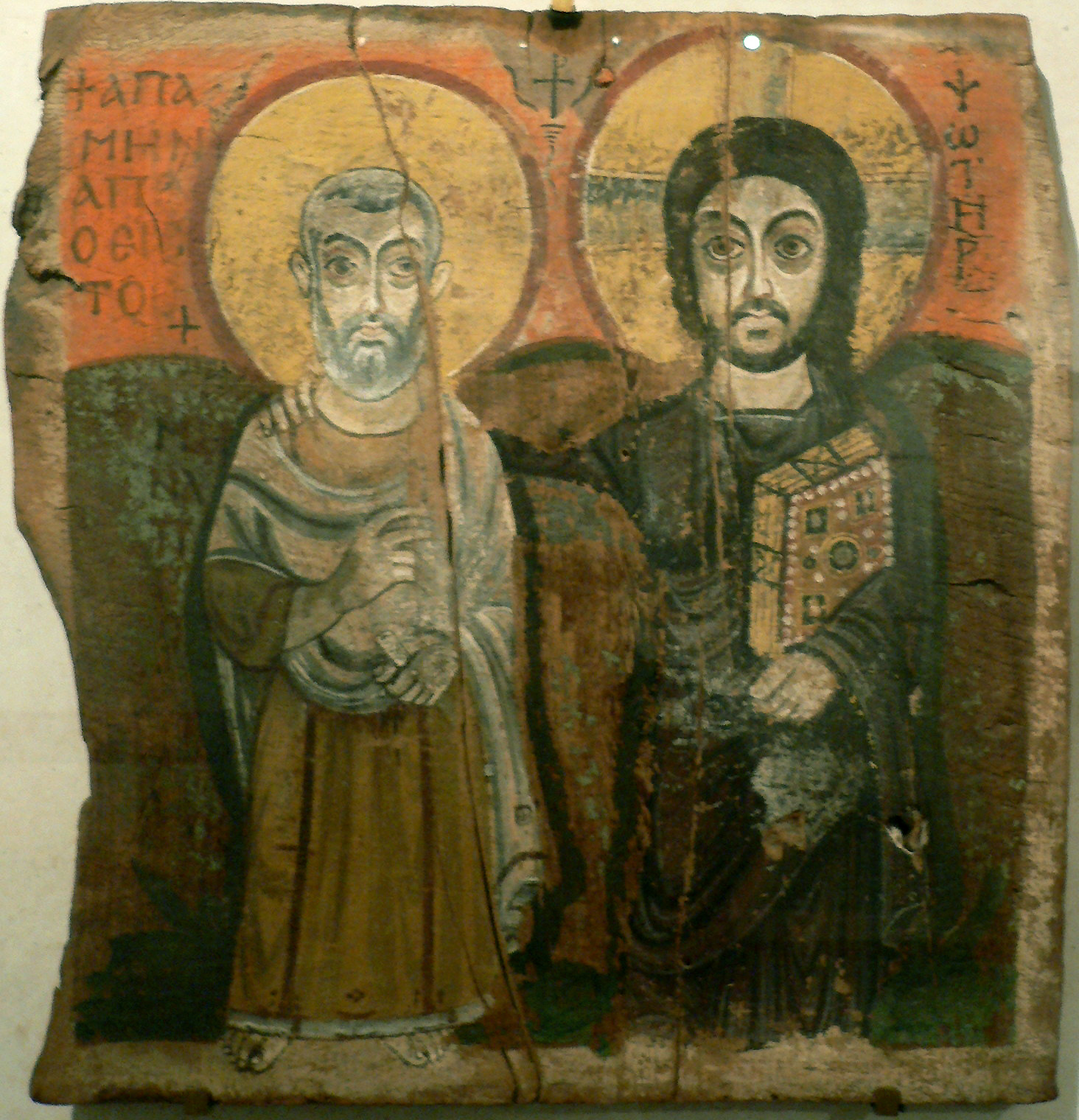
المسيح والقديس مينا ، أيقونة قبطية من القرن السادس ، متحف اللوفر
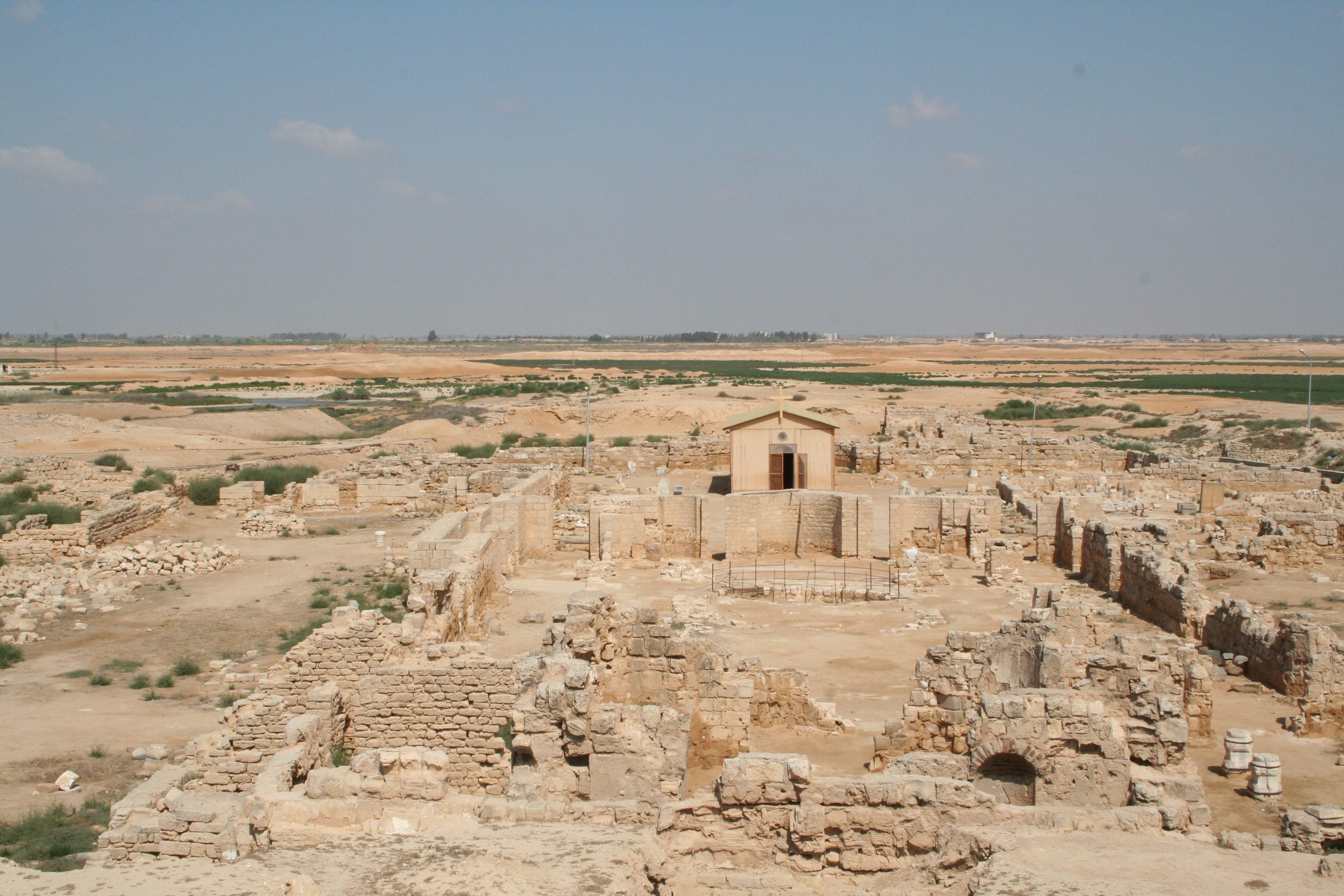
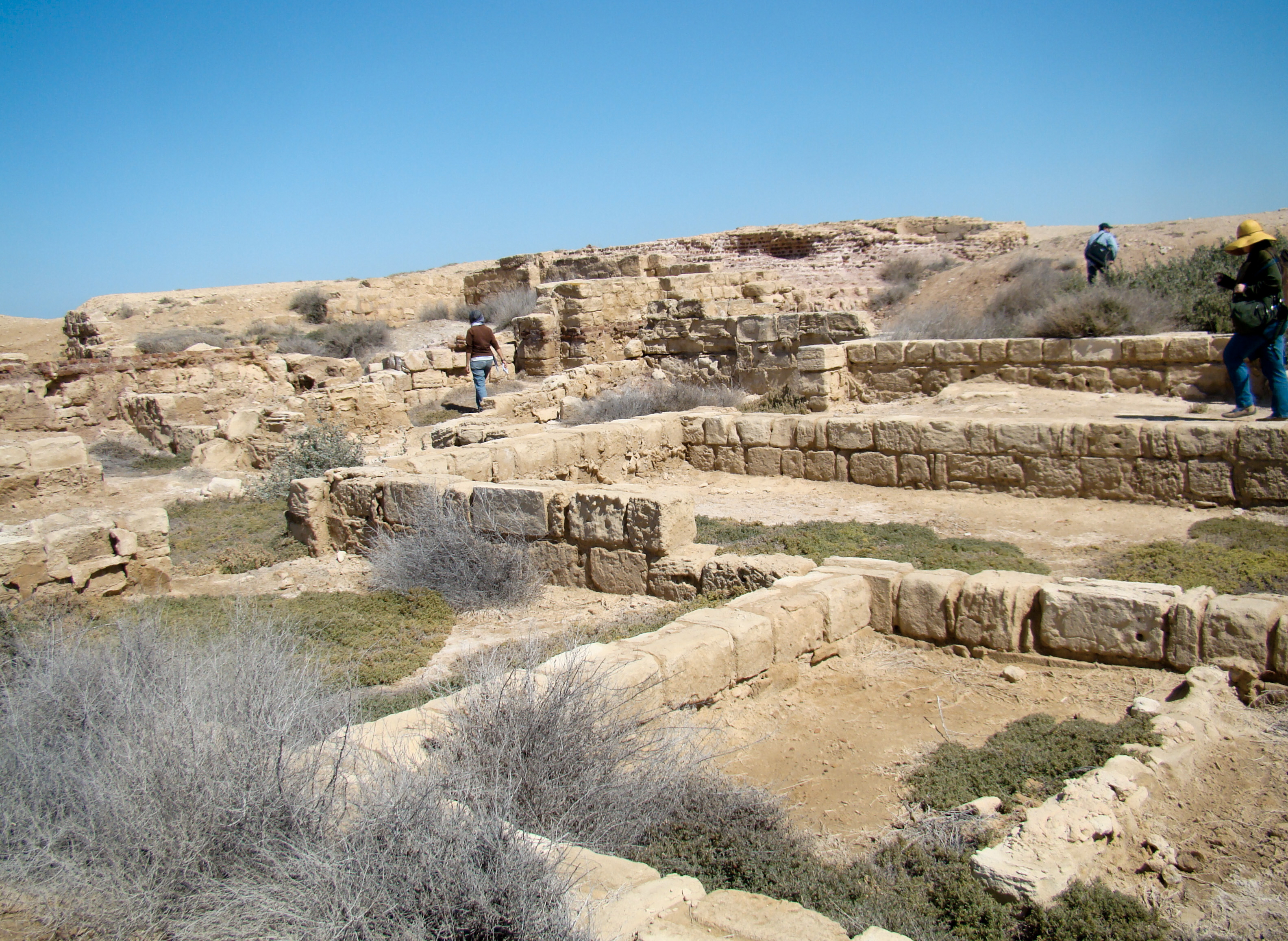
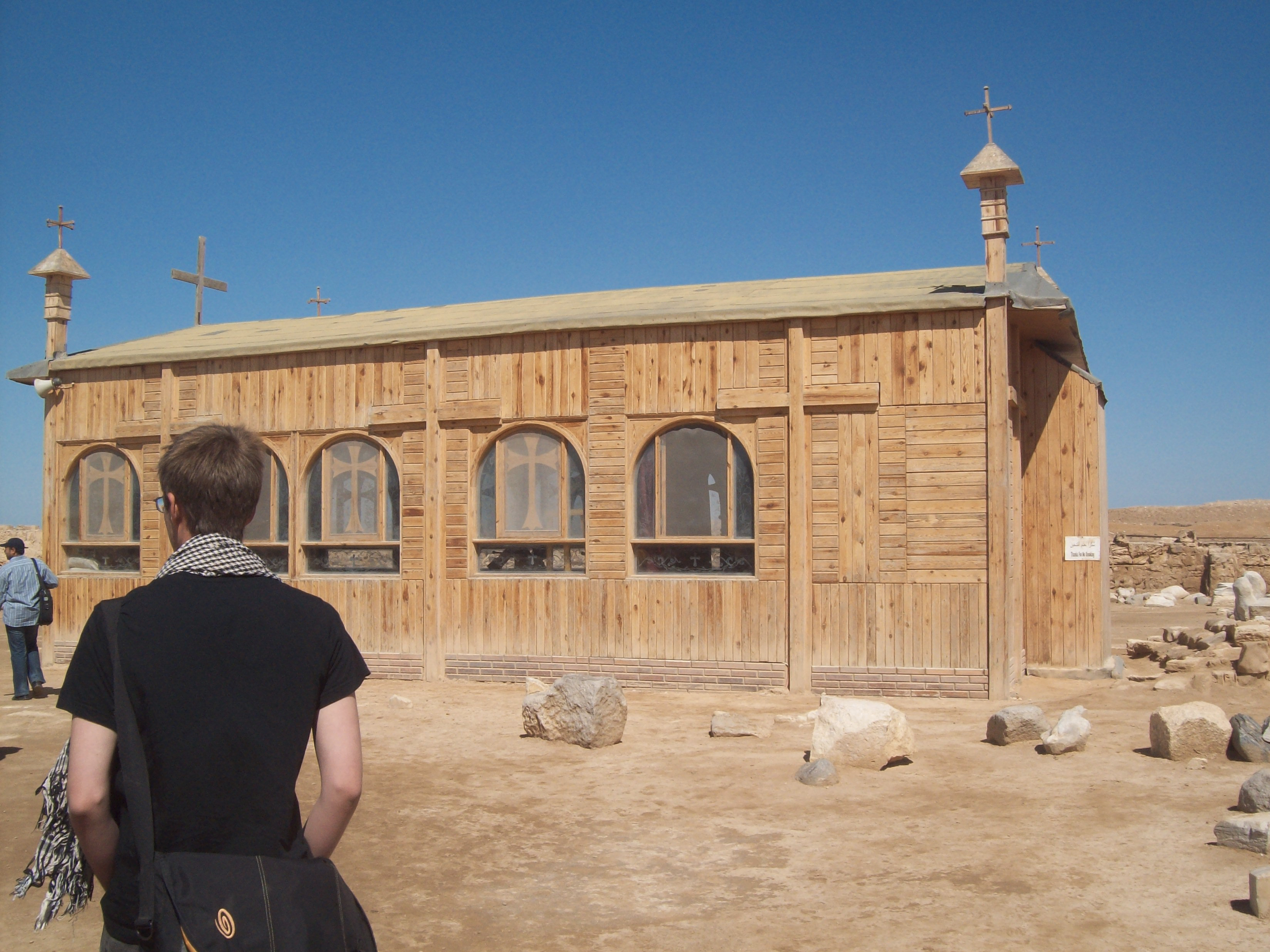
كنيسة حديثة بنيت في المكان
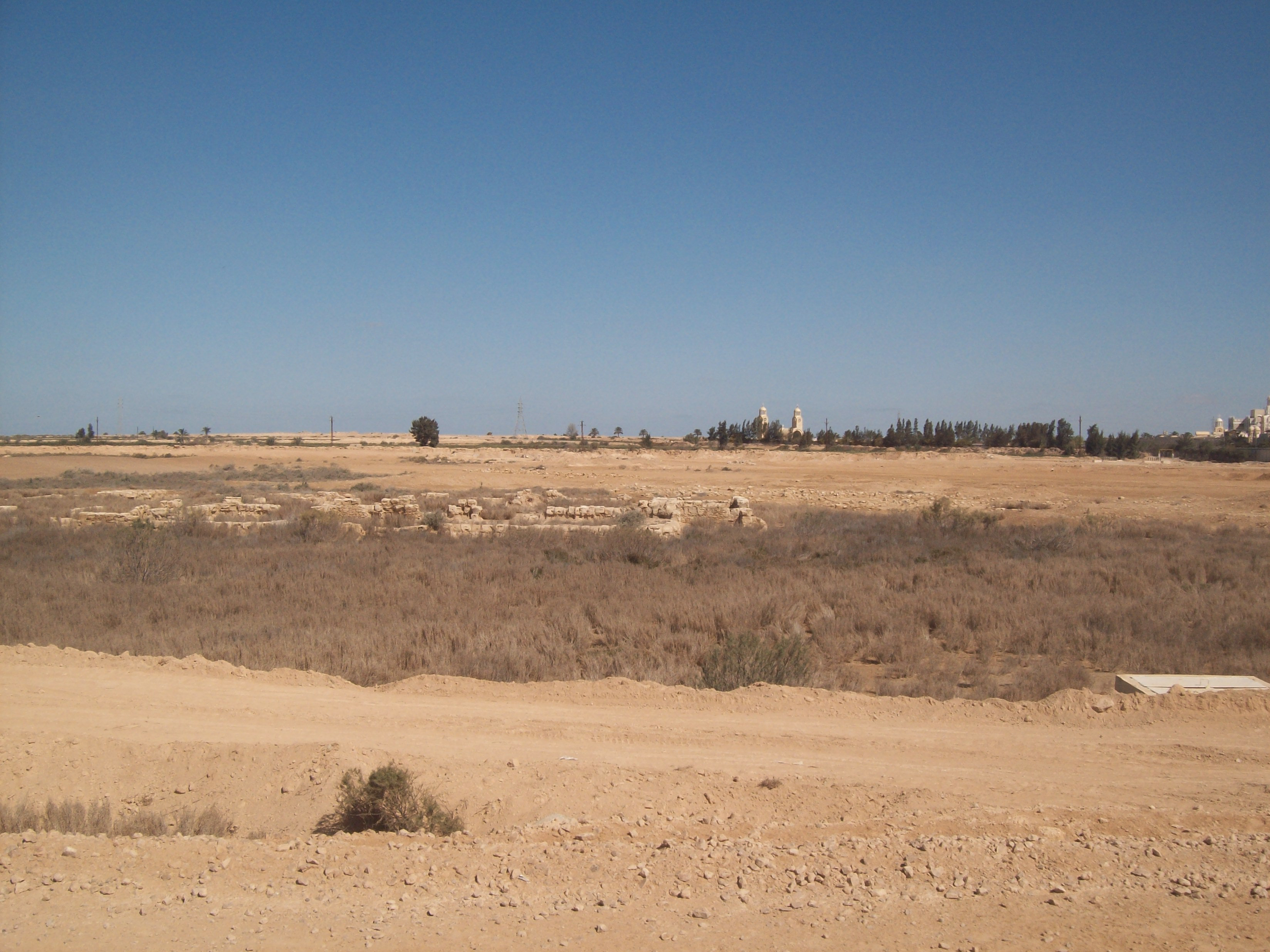